# Jan Gałęzowski (zm. 1712)
Jan Gałęzowski z Targowiska herbu Tarnawa (zm. w 1712 roku) – pisarz lubelski w latach 1690–1712, podczaszy lubelski w latach 1698–1700, łowczy lubelski w latach 1694–1698, podstarości lubelski w latach 1694–1700, pisarz grodzki lubelski w latach 1683–1693, komornik lubelski w 1678 roku.
Poseł sejmiku lubelskiego na sejm 1677 roku. Jako deputat do pacta conventa był elektorem Augusta II Mocnego z województwa lubelskiego w 1697 roku. Poseł na sejm 1703 roku z województwa lubelskiego.